# Meryem Erdoğan
Meryem Erdoğan (oorspronkelijk Mariam Tanga of Mariam Hana Dingo, 24 april 1990) is een Turkse atlete van Ethiopische afkomst, die is gespecialiseerd in de 5000 m en de 10.000 m. Ze nam eenmaal deel aan de Olympische Spelen, maar won bij die gelegenheid geen medailles.

## Biografie
In 2006 immigreerde Erdoğan naar Turkije, maar het zou tot januari 2010 duren voor ze de Turkse nationaliteit verkreeg. Ze nam de naam Erdoğan aan, als gevolg van haar bewondering voor de Turkse eerste minister Recep Tayyip Erdoğan.
Op de Europese kampioenschappen van 2010 in Barcelona eindigde ze als zevende op de 5000 m en als vijfde op de 10.000 m.
In 2012 raakte bekend dat Erdoğan onregelmatige waarden had laten optekenen in haar biologisch paspoort. Ze werd geschorst voor een periode van twee jaar.
Op de Olympische Spelen van 2016 in Rio de Janeiro nam ze deel aan de olympische marathon. Ze finishte hier als 112e in 2:54.04.

## Titels
- Turks kampioene 5000 m - 2010

## Persoonlijke records
Baan
| Onderdeel | Prestatie | Datum            | Plaats            |
| --------- | --------- | ---------------- | ----------------- |
| 3000 m    | 8.57,32   | 24 augustus 2010 | Villeneuve-d'Ascq |
| 5000 m    | 15.14,92  | 1 augustus 2010  | Barcelona         |
| 10.000 m  | 31.44,86  | 28 juli 2010     | Barcelona         |

Weg
| Onderdeel      | Prestatie | Datum           | Plaats    |
| -------------- | --------- | --------------- | --------- |
| 15 km          | 50.12     | 17 oktober 2010 | Istanboel |
| halve marathon | 1:12.27   | 3 januari 2016  | Adana     |
| marathon       | 2:38.46   | 22 januari 2016 | Dubai     |

## Palmares

### 3000 m
- 2009:  ENKA Meeting in Istanboel - 9.06,17

### 5000 m
- 2010:  Turkse kamp. in Izmir - 15.42,1
- 2010: 5e EK in Barcelona - 15.14,92

### 10.000 m
- 2010: 4e European Cup in Marseille - 31.55,53
- 2010: 4e EK in Barcelona - 31.44,86

### 10 km
- 2011: 4e Grand Ataturk Run in Ankara - 35.10
- 2014:  Grand Ataturk Run in Ankara - 35.27

### 15 km
- 2010:  Istanbul Eurasia in Istanboel - 50.12

### 10 Eng. mijl
- 2015: 4e Blue Cross Broad Street Run - 55.34

### halve marathon
- 2010:  halve marathon van Balikesir - 1:17.21
- 2015: 5e halve marathon van Des Moines - 1:13.12
- 2016: 5e halve marathon van Adana - 1:12.27

### marathon
- 2015:  marathon van Istanboel - 2:46.42
- 2016: 16e marathon van Dubai - 2:38.46
- 2016: 11e marathon van Rotterdam - 2:35.24
- 2016: 112e OS - 2:54.04

### veldlopen
- 2010:  International Caspian Sport Festival in Elazig - 19.55
- 2010:  SPAR European Cross Championships- U23 in Albufeira - 20.08